# Gare de Sierck-les-Bains
La gare de Sierck-les-Bains est une gare ferroviaire française de la ligne de Thionville à Apach située sur le territoire de la commune de Sierck-les-Bains dans le département de la Moselle, en région Grand Est.
C'est une halte voyageurs de la Société nationale des chemins de fer français (SNCF) desservie par des trains TER Grand Est.

## Situation ferroviaire

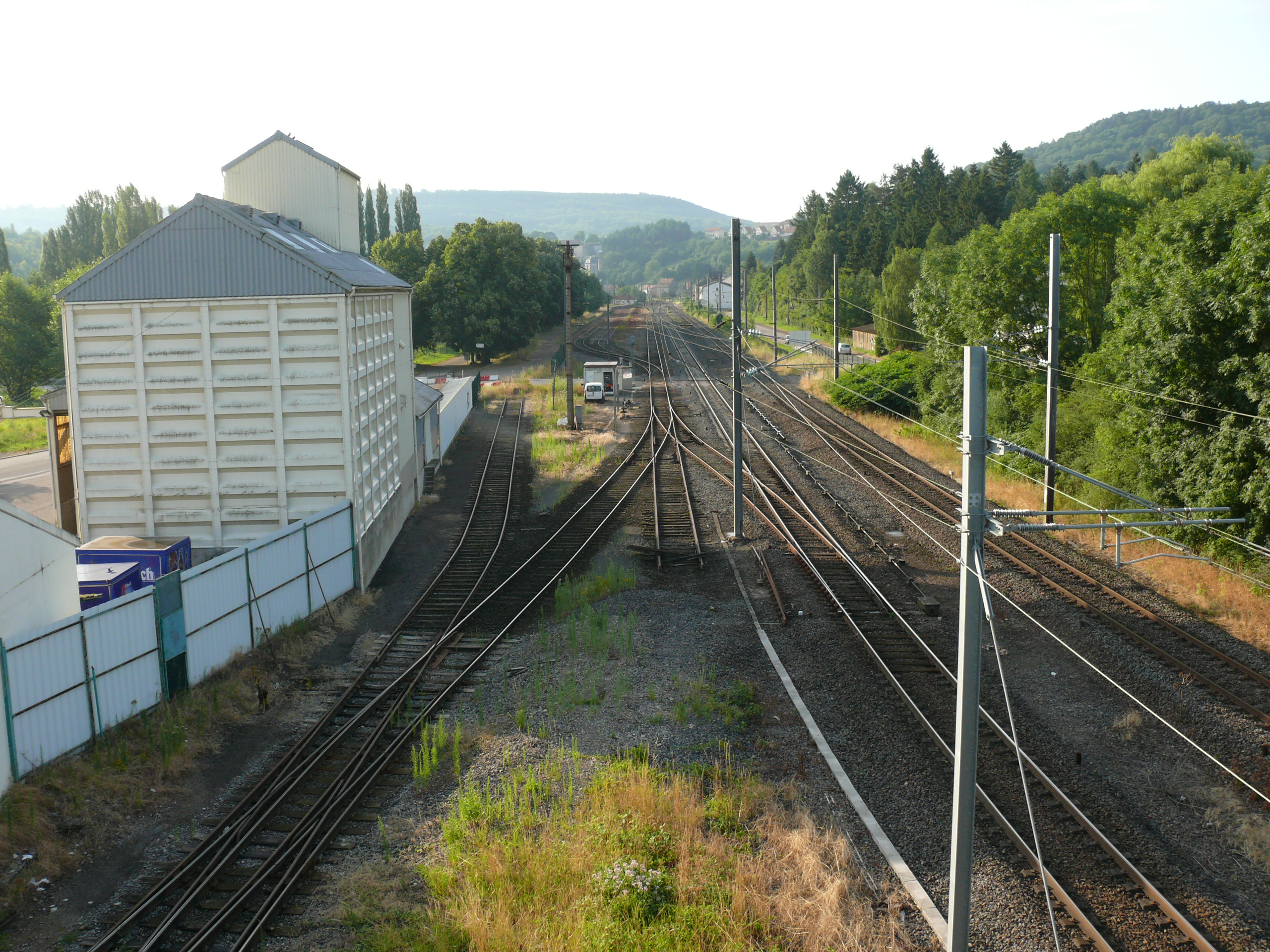
Avant gare sud : à droite, les deux voies principales de la ligne de Thionville à Apach, à droite l'embranchement particulier de Lorraine Tubes.

Établie à 150 mètres d'altitude, la gare de Sierck-les-Bains est située au point kilométrique (PK) 18,056 de la ligne de Thionville à Apach, entre les gares de Malling et d'Apach.
Elle dispose d'un important embranchement particulier permettant la desserte de l'établissement de Rettel de l'entreprise Lorraine Tubes

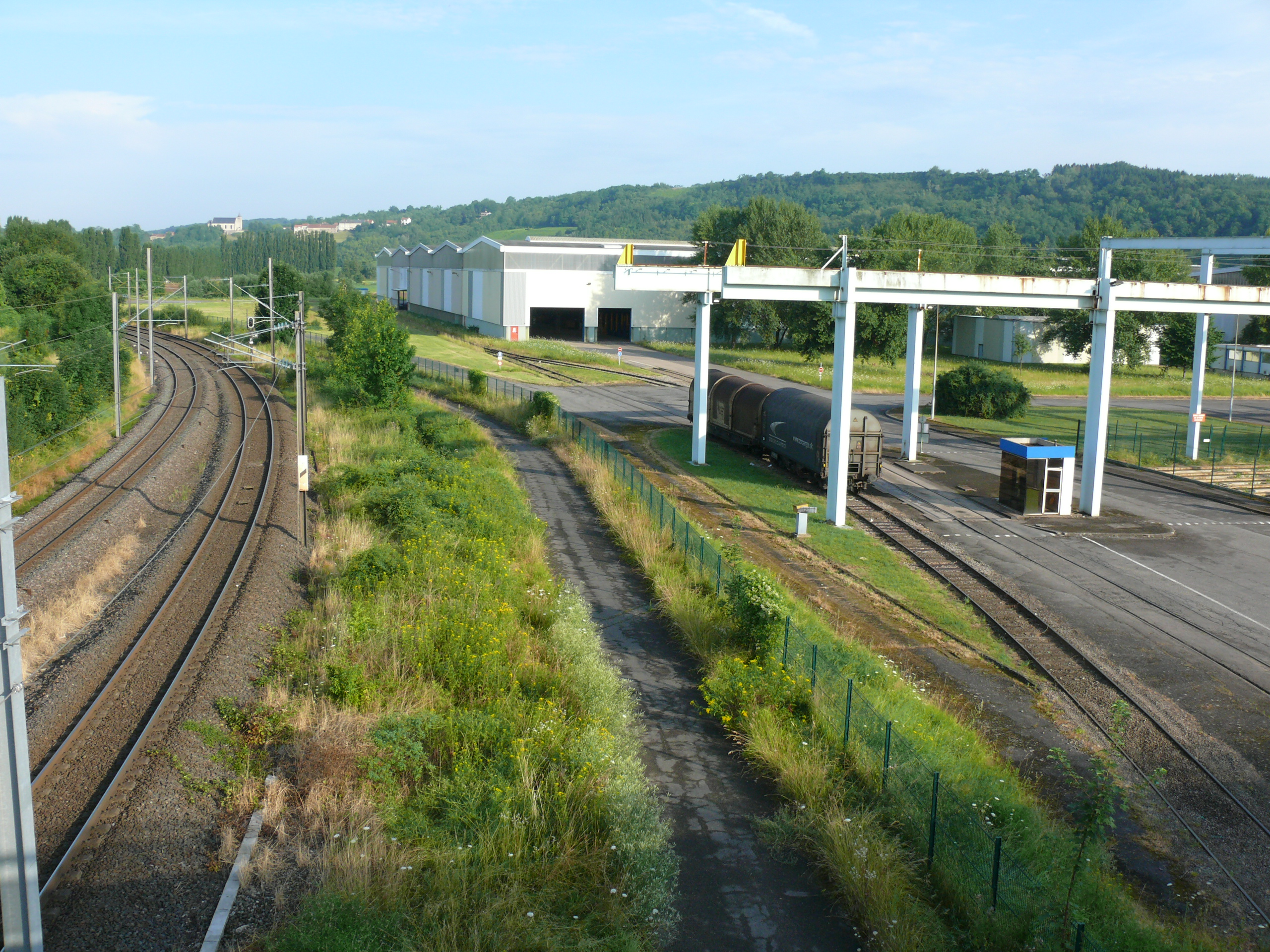
Fin de l'embranchement particulier de Lorraine Tubes.

## Service des voyageurs

### Accueil
Halte SNCF, c'est un point d'arrêt non géré (PANG) à accès libre.

### Desserte
Sierck-les-Bains est desservie, uniquement les samedis, dimanches et jours fériés, par les trains TER Grand Est qui effectuent des missions entre les gares de Metz-Ville et de Trèves.

### Intermodalité
Un parking pour les véhicules y est aménagé.

## Service des marchandises
La gare de Sierck-les-Bains est ouverte au service du fret.